# Preben Kaas
Preben Kaas (30 de marzo de 1930 – 27 de marzo de 1981) fue un actor, humorista, guionista y director teatral y cinematográfico de nacionalidad danesa.

## Biografía
Nacido en Aalborg, Dinamarca, sus padres eran el director de orquesta Robert Kaas y su esposa, Martha Tommerup. Fue bautizado en la Iglesia Ansgars, en Aalborg. Siendo niño hizo pequeñas actuaciones teatrales, radiofónicas y cinematográficas. En 1955 ganó un concurso de aficionados, y con la ayuda de Ib Schønberg obtuvo trabajo en Nordisk Film, donde aprendió montaje.
Kaas nunca se formó como actor, pero pronto obtuvo éxito con diferentes interpretaciones cómicas en el género de la revista, trabajando incluso para la Cirkusrevyen. Tras un receso de diez años volvió al cine, en principio haciendo papeles más serios, pero consiguió uno de los primeros personajes de la serie de películas de comedia Soldaterkammerater, consiguiendo la fama como humorista. A la vez trabajó en el ABC Teatret como actor, guionista y escenógrafo. Allí conoció a Jørgen Ryg, con el cual formó una pareja cómica que actuó en revistas, teatro, cine y discos. Además, prosiguió su carrera teatral con diferentes puestos en otros locales como el Merkur Teatret.
En los años 1960 y 1970 continuó con interpretaciones cómicas en el cine, participando en ocasiones en sus películas como guionista y director, como fue el caso de la serie Soldaterkammerater.
Tage Andersen eligió a Preben Kaas como modelo para crear a Willy en su serie de dibujos Willy på Eventyr.
Kaas fue encontrado ahogado el 27 de marzo de 1981 en el puerto Kalkbrænderihavnen de Copenhague. Se supuso que fue un suicidio, al encontrarse parte de su indumentaria en Langebro. Fue enterrado en el Cementerio Søndermark Kirkegård.
Preben Kaas había estado casado con Bodil Nymark Nielsen, Ulla Larsen, Anne Mari Lie y Lisbet Dahl. Fue el padre del actor y director de orquesta Jeppe Kaas, así como del actor Nikolaj Lie Kaas y de otras tres hijas.

## Filmografía
- 1943 : Det ender med bryllup
- 1943 : En pige uden lige
- 1943 : Når man kun er ung
- 1943 : S.O.S. Kindtand
- 1945 : La tierra será roja
- 1946 : Jeg elsker en anden
- 1947 : De pokkers unger
- 1957 : Bundfald
- 1957 : Sønnen fra Amerika
- 1957 : Far til fire og onkel Sofus
- 1958 : Stof til eftertanke
- 1958 : Seksdagesløbet
- 1958 : Soldaterkammerater
- 1958 : Andre folks børn
- 1959 : De sjove år
- 1959 : Soldaterkammerater rykker ud
- 1960 : Den sidste vinter
- 1960 : Poeten og Lillemor og Lotte
- 1960 : Skibet er ladet med
- 1960 : Soldaterkammerater på vagt
- 1961 : Løgn og løvebrøl
- 1961 : To skøre ho'der
- 1961 : Soldaterkammerater på efterårsmanøvre
- 1962 : Soldaterkammerater på sjov
- 1963 : Skyggen af en helt
- 1964 : Selvmordsskolen
- 1964 : Don Olsen kommer til byen
- 1965 : Mor bag rattet
- 1966 : Et minde om to mandage
- 1966 : Nu stiger den
- 1966 : Pigen og greven
- 1967 : Jeg - en marki
- 1967 : Martha
- 1967 : Onkel Joakims hemmelighed
- 1968 : Soldaterkammerater på bjørnetjeneste
- 1969 : Olsen-banden på spanden
- 1970 : Præriens skrappe drenge
- 1970 : Rend mig i revolutionen
- 1971 : Guld til præriens skrappe drenge
- 1971 : Hvor er liget Møller?
- 1971 : Olsen-banden i Jylland
- 1973 : I din fars lomme
- 1973 : Olsen-banden går amok
- 1973 : På'en igen Amalie
- 1973 : Slap af
- 1974 : Den meget talende barber
- 1974 : Mafiaen, det er osse mig
- 1975 : Piger i trøjen
- 1976 : Julefrokosten
- 1976 : Spøgelsestoget
- 1977 : Alt på et bræt
- 1978 : Firmaskovturen
- 1978 : Fængslende feriedage
- 1978 : Lille spejl
- 1980 : Sådan er jeg osse

## Honores
- 1970 : Premio Bodil al mejor actor de reparto por su papel de Dynamit-Harry en Olsen-banden på spanden
- 2 de junio de 1999 : El servicio postal danés escogió a Kaas, junto a Jørgen Ryg, para aparecer en un sello dedicado al teatro de revista[5]